# HD 40307
HD 40307 je oranžový trpaslík spektrální třídy K2.5V vzdálený přibližně 41,8 světelných let od Země. Nachází se v souhvězdí Malíře. Tato hvězda má přibližně tři čtvrtiny hmotnosti a poloměru Slunce, nižší teplotu i svítivost, což z ní činí stabilní hvězdu s dlouhou životností.
Hvězda je známá přítomností šesti planet, z nichž minimálně pět je typu superzemě. Jedna z těchto planet se nachází v obyvatelné zóně, což z ní činí důležitý cíl pro astrobiologický výzkum.

## Charakteristika
HD 40307 je klasifikována jako oranžový trpaslík typu **K2.5V** s následujícími fyzikálními vlastnostmi:
- Hmotnost: 0,75 ± 0,04 M☉
- Poloměr: 0,716 ± 0,01 R☉
- Teplota: 4977 ± 59 K
- Svítivost: 0,23 L☉
- Stáří: odhadováno na přibližně 1,2 miliardy let, s možným minimem 200 milionů let.
- Metalicita: (Fe/H): −0,31 ± 0,03 – nižší obsah těžkých prvků než ve Slunci. To mohlo ovlivnit formování menších kamenných planet.
- Rychlost rotace: 3 km/s

Hvězda má zdánlivou magnitudu **+7,17**, takže není viditelná pouhým okem. Při vhodných podmínkách ji lze pozorovat malým dalekohledem.
Astrometrická data naznačují, že HD 40307 se před 413 000 lety přiblížila k Slunci na vzdálenost **6,4 světelných let**.

## Planetární systém
HD 40307 hostí šest planet, z nichž minimálně pět je typu superzemě. Tyto planety byly objeveny pomocí spektrografu HARPS na observatoři La Silla Evropské jižní observatoře (ESO) metodou měření radiálních rychlostí. První tři planety byly oznámeny v roce 2008 a další tři v roce 2012.

## Tabulka planet
| Planeta    | Hmotnost (M⊕) | Velká poloosa (AU) | Oběžná doba (dny) | Excentricita | Poznámky                     |
| ---------- | ------------- | ------------------ | ----------------- | ------------ | ---------------------------- |
| HD 40307 b | ≥ 4,0 ± 0,7   | 0,0468 ± 0,0024    | 4,31 ± 0,001      | 0,20 ± 0,14  | Nejbližší planeta k hvězdě   |
| HD 40307 c | ≥ 6,6 ± 1,0   | 0,0799 ± 0,0040    | 9,62 ± 0,005      | 0,06 ± 0,11  | Stabilní oběžná dráha        |
| HD 40307 d | ≥ 9,5 ± 1,5   | 0,132 ± 0,006      | 20,43 ± 0,024     | 0,07 ± 0,07  |                              |
| HD 40307 e | ≥ 3,5 ± 1,4   | 0,1888 ± 0,010     | 34,62 ± 0,20      | 0,15 ± 0,15  | Kandidátní planeta           |
| HD 40307 f | ≥ 5,2 ± 1,6   | 0,247 ± 0,014      | 51,76 ± 0,46      | 0,02 ± 0,02  |                              |
| HD 40307 g | ≥ 7,1 ± 2,6   | 0,600 ± 0,033      | 197,8 ± 9         | 0,29 ± 0,29  | Nachází se v obyvatelné zóně |

## Zajímavosti o systému
Planeta HD 40307 g je obzvláště zajímavá, protože se nachází v obyvatelné zóně, kde mohou být podmínky vhodné pro přítomnost kapalné vody. Pokud by měla pevný povrch a atmosféru, mohla by potenciálně podporovat život.
Pět vnitřních planet obíhá velmi blízko hvězdy, což naznačuje jejich migraci ze vzdálenějších oblastí planetárního systému. Dynamické modely naznačují, že planety jsou stabilní i při současné vzdálenosti od hvězdy.

## Význam systému
Planetární systém HD 40307 je považován za jeden z nejzajímavějších cílů pro astrofyzikální a astrobiologický výzkum. Díky své relativní blízkosti (41,8 světelných let) a přítomnosti několika planet typu superzemě nabízí unikátní příležitosti pro studium planetárních atmosfér, dynamiky planetárních systémů a možnosti vzniku podmínek pro život na jiných tělesech.

### Stabilita a obyvatelná zóna
Planety v systému HD 40307 vykazují vysokou stabilitu oběžných drah. Zvláště planeta HD 40307 g, která se nachází v obyvatelné zóně, je významná pro výzkum podmínek vhodných pro přítomnost kapalné vody. Pokud tato planeta disponuje atmosférou a má přiměřenou hmotnost, mohla by teoreticky podporovat některé formy života podobné těm na Zemi.
Díky poloze HD 40307 g v obyvatelné zóně byla planeta označena za jednu z nejlepších kandidátek pro detekci biosignatur a dalšího výzkumu. Navíc se nachází v blízké vzdálenosti, která umožňuje detailnější pozorování.

### Využití budoucích technologií
Systém HD 40307 je ideálním cílem pro pozorování pomocí budoucích generací teleskopů. Patří mezi ně:
- Vesmírný dalekohled Jamese Webba (JWST), který by mohl detekovat chemické složení atmosfér planet včetně HD 40307 g.
- Připravované extrémně velké pozemní teleskopy (např. ELT nebo GMT), které by mohly přinést detailní spektroskopická data.

Navíc by HD 40307 mohl být zahrnut do katalogu cílů pro programy jako SETI (hledání mimozemské inteligence), protože stabilní a dlouhověké hvězdy typu K, jako je HD 40307, jsou považovány za ideální hostitele planet s vyspělými formami života.

### Dynamika a planetární migrace
Zkoumání vnitřních planet HD 40307 ukazuje, že tyto tělesa mohla migrovat z větších vzdáleností směrem k hvězdě. Tato migrace mohla ovlivnit strukturu celého planetárního systému, což z něj činí důležitý objekt pro pochopení procesů vzniku a vývoje planet. Studie dynamiky tohoto systému poskytují nové poznatky o stabilitě víceplanetárních systémů a mohou být využity jako model pro zkoumání podobných exoplanetárních soustav.

### Význam pro hledání biosignatur
Vzhledem k tomu, že většina planet v systému HD 40307 je typu superzemě, jsou ideálním místem pro hledání biosignatur – tedy chemických stop života, jako jsou přítomnost kyslíku, metanu, oxidu uhličitého nebo vody v atmosféře. Planeta HD 40307 g, která se nachází v obyvatelné zóně, by mohla mít dostatečně hustou atmosféru k zadržování tepla a k vytvoření stabilních podmínek pro přítomnost vody.

## Potenciální výzkumné cíle

### Studium atmosfér planet
- Prostřednictvím spektroskopie by bylo možné analyzovat složení atmosfér, což by přineslo cenné informace o jejich klimatu a možnosti podpory života.
- Modelování migrace planet**: Dynamické simulace mohou objasnit procesy, které vedly k současnému uspořádání planetárního systému.
- Astrobiologické průzkumy**: HD 40307 g zůstává jedním z hlavních cílů pro hledání exoplanet s příznivými podmínkami pro vznik a existenci života.

## Historie objevů
Hvězda HD 40307 byla poprvé zahrnuta do katalogu **Cape Photographic Durchmusterung** (CPD) na přelomu 19. a 20. století jako součást rozsáhlého mapování jižní oblohy. Později získala své současné označení v **Henry Draperově katalogu**, který byl publikován mezi lety 1918 a 1924 na základě spektrální klasifikace provedené Annie Jump Cannonovou a jejími kolegy.
První planetární objev byl oznámen v roce 2008 týmem Evropské jižní observatoře (ESO), který po pěti letech pozorování pomocí spektrografu HARPS identifikoval tři exoplanety v těsné blízkosti hvězdy.
Další analýza dat HARPS z roku 2012, vedená Mikkem Tuomim z University of Hertfordshire, přinesla objev tří dalších planet v systému, čímž byl celkový počet planet zvýšen na šest. Mezi těmito nově objevenými planetami byla i planeta **HD 40307 g**, která se nachází v obyvatelné zóně.
V roce 2015 byly potvrzeny parametry planety HD 40307 f, zatímco existenci planet HD 40307 e a HD 40307 g je nutné dále ověřit.

## Technologické metody
Planety systému HD 40307 byly objeveny metodou měření radiálních rychlostí, která je jednou z nejúspěšnějších technik detekce exoplanet. Tato metoda umožňuje odhalit přítomnost planety díky gravitačnímu vlivu, který vyvolává „kolébání“ mateřské hvězdy. Klíčové kroky v detekci zahrnovaly:

### Spektrograf HARPS
HARPS (High Accuracy Radial velocity Planet Searcher) je vysoce přesný spektrograf instalovaný na dalekohledu o průměru 3,6 metru v chilské observatoři La Silla. Jeho přesnost je lepší než 1 m/s, což umožňuje detekovat malé odchylky ve spektru hvězdy způsobené přítomností planetárního tělesa.

### Princip radiálních rychlostí
Radiální rychlost hvězdy se mění, když se kolem ní pohybuje planeta. Tento pohyb ovlivňuje světlo přicházející od hvězdy, což způsobuje střídání posuvu spektrálních čar směrem k modrému a červenému spektru. Tento efekt, známý jako **Dopplerův jev**, je přesně měřen HARPS a použit k výpočtu parametrů planet, jako je hmotnost, vzdálenost od hvězdy a oběžná doba.

### Doplnění budoucími metodami
Systém HD 40307 je nyní také potenciálním cílem pro metody tranzitní fotometrie, které by mohly detekovat poklesy jasnosti hvězdy během průchodu planet před jejím diskem. Kombinace dat radiálních rychlostí a tranzitní fotometrie by umožnila určit nejen hmotnost, ale také velikost a složení planet.
V budoucnu mohou teleskopy jako JWST nebo ELT provádět spektroskopii atmosfér planet v tomto systému. To by přineslo další informace o složení atmosfér a o přítomnosti biosignatur, jako je kyslík, ozón nebo metan.

## Budoucí výzkumné cíle
Systém HD 40307 je cílem pro:
- Detailní spektroskopické pozorování atmosfér (pomocí JWST a ELT).
- Modelování dynamiky víceplanetárních systémů.
- Studium planetárních migrací a vlivu nízké metalicity hvězdy na formování planet.
- Hledání biosignatur, zejména na HD 40307 g, která má potenciál k podpoře života.

## Závěr
Systém HD 40307 představuje významný cíl pro astronomický výzkum díky přítomnosti několika planet typu superzemě, z nichž jedna, HD 40307 g, se nachází v obyvatelné zóně. Kombinace blízkosti k Zemi, stabilní hvězdy a unikátního planetárního systému nabízí možnost studia planetárních atmosfér, dynamiky víceplanetárních systémů a potenciálně i biosignatur. Tento systém je příkladem toho, jak moderní technologie, jako spektrograf HARPS, umožňují rozšiřovat hranice našeho poznání exoplanet.
Budoucí výzkum by mohl nejen potvrdit existenci HD 40307 g a dalších kandidátních planet, ale také přinést zásadní informace o jejich obyvatelnosti. Pokroky v astronomii, zejména s dalekohledy jako Vesmírný dalekohled Jamese Webba nebo ELT, slibují odhalení dalších detailů o tomto fascinujícím hvězdném systému.